# Nereudo Freire Henrique
Nereudo Freire Henrique (* 10. Mai 1963 in Arcoverde, Pernambuco) ist ein brasilianischer römisch-katholischer Geistlicher und Weihbischof in Olinda e Recife.

## Leben
Nereudo Freire Henrique erwarb zunächst 1988 an der Universidade Católica de Pernambuco einen Bacharel im Fach Sozialwissenschaften. Von 1993 bis 1996 studierte er Philosophie und Katholische Theologie am Priesterseminar Imaculada Conceição in João Pessoa. Er wurde am 16. August 1996 zum Diakon geweiht und empfing am 13. Dezember desselben Jahres durch den Erzbischof von Paraíba, Marcelo Pinto Carvalheira OSB, das Sakrament der Priesterweihe für das Erzbistum Paraíba.
Nach der Priesterweihe war Henrique zuerst als Regens des propädeutischen Seminars des Erzbistums Paraíba tätig, bevor er 1997 Pfarrvikar und 2010 schließlich Pfarrer der Pfarrei Cristo Rei wurde. Zudem wirkte er von 1998 bis 2004 in der Priesterausbildung am Priesterseminar Imaculada Conceição in João Pessoa, dessen Ökonom er von 1998 bis 2001 auch war. Ferner war er von 1999 bis 2001 Koordinator der Organização dos Seminários e Institutos Filosófico-Teológicos do Brasil in der Region Nordeste 2 der Brasilianischen Bischofskonferenz und von 2002 bis 2019 Diözesanökonom des Erzbistums Paraíba. Darüber hinaus gehörte er von 2003 bis 2019 dem Konsultorenkollegium und von 2001 bis 2019 dem Priesterrat des Erzbistums an. Daneben erwarb Henrique einen Master of Business Administration in Unternehmensführung und Personalmanagement sowie an der Päpstlichen Katholischen Universität von Rio de Janeiro ein Lizenziat im Fach systematische Theologie. Überdies absolvierte er Kurse in Psychopädagogik, Soziologie und katholischer Soziallehre. Papst Johannes Paul II. verlieh ihm am 13. Juli 2002 den Ehrentitel Päpstlicher Ehrenkaplan. Ab 2019 war Henrique Rektor des Diözesanheiligtums Nossa Senhora da Penha in João Pessoa. Zudem fungierte er ab 2014 als Ökonom der Brasilianischen Bischofskonferenz und ab 2022 auch des Amazonas-Netzwerks Red Eclesial Panamazónica (REPAM). Außerdem gehörte er ab 2023 dem Verwaltungsrat der Bischofskonferenz an.
Am 8. November 2024 ernannte ihn Papst Franziskus zum Titularbischof von Mopta und zum Weihbischof in Olinda e Recife. Der Erzbischof von Porto Alegre, Jaime Kardinal Spengler OFM, spendete ihm am 25. Januar 2025 in der Kathedrale von João Pessoa die Bischofsweihe; Mitkonsekratoren waren der Erzbischof von Olinda e Recife, Paulo Jackson Nóbrega de Sousa, und der Erzbischof von Paraíba, Manoel Delson Pedreira da Cruz OFMCap. Sein Wahlspruch Ut vitam habeant („Damit sie das Leben haben“) stammt aus Joh 10,10 .

## Schriften
- Nereudo Freire Henrique, Edivaldo Cardoso de Paiva: Gestão Eclesial: Uma contribuição na área administrativa da Arquidiocese da Paraíba. Arquidiocese da Paraíba, Paraíba 2012.
- Nereudo Freire Henrique, Edivaldo Cardoso de Paiva: Fundamentos da Gestão Eclesial. Manual para a Área Administrativa das Paróquias (= Gestão Paroquial). Editora Vozes, Petrópolis 2012, ISBN 978-85-326-4342-1.